# 국제 식물 보호 협약
국제 식물 보호 협약(International Plant Protection Convention, IPPC)은 1951년 4월 3일 식물 병해충의 유입 및 만연을 방지하기 위해 긴밀한 국제협력을 도모하기 위하여 설립된 식량 농업 기구 산하 기구이다. 대한민국은 1953년 12월 8일 가입하였으며, 전체 회원국은 177개국이다. 회원국의 임무는 식물 병해충의 유입 및 만연 방지를 위하여 협약에 규정된 입법, 기술 및 행정적 의무 수행이며, 협약의 적용범위는 국제무역과 관련된 검역대상 병해충에 주로 적용된다. 각 국은 식물에 대한 검역과 식물위생증명서 발급을 담당하는 식물 검역 기관을 설치하여야 하며, 식물 병해충의 유입방지를 위하여 특정 식물의 수입을 금지 또는 제안할 권한을 보유하며, 수입 관련 검역 법규의 제정 또는 개정 시 FAO와 관련 국가에 그 내용을 통보하고, 본 협약의 해석 또는 적용상 분쟁이 발생할 경우 FAO 사무총장에게 위원회 구성을 요청하여 해결한다.

## 같이 보기
- 식량 농업 기구
- 아태 지역 식물 보호 위원회